# Friendster
Friendster là một dịch vụ mạng xã hội trên Internet được phát triển bởi Jonathan Abrams tại Mountain View, California, Hoa Kỳ vào tháng 3 năm 2002. Cũng giống như các mạng giao lưu MySpace, Orkut, và Facebook. Friendster được tạo ra với mục đích xây dựng cộng đồng chung cho người dùng Internet nhằm chia sẻ thông tin, kết bạn,... Hiện nay thì đã có hơn 50 triệu người dùng và đa số là ở châu Á như tại các nước Trung Quốc, Nhật Bản, Hàn Quốc, và Indonesia.

## Lịch sử
Google đã từng đề nghị mua Friendster với giá 30 triệu USD vào năm 2003, tuy nhiên Friendster đã từ chối thương vụ này.
Theo một báo cáo năm 2003, Friendster được quỹ Kleiner Perkins Caufield & Byers và quỹ Benchmark cung cấp ngân sách với giá trị ước tính là 53 triệu USD.
Tháng 4, 2004, Tim Koogle lên nắm chức quyền Giám đốc điều hành sau khi Abrams thôi giữ chức vụ này. Koogle trước đó làm giám đốc điều hành của Yahoo!. Koogle sau đó được thay thế bởi Scott Sassa vào tháng 6, 2004. Tháng 5 năm 2005, Sassa lại được thay thế bởi Taek Kwon. Sau đó Kent Lindstrom đã giữ chức vụ này thay Taek Kwon. Friendster hiện tại có giá trị chưa bằng một phần 20 giá trị tại thời điểm năm 2003.

## Đa ngôn ngữ
Friendster có các giao diện với các ngôn ngữ tiếng Trung, Trung văn giản thể, tiếng Nhật, tiếng Hàn, tiếng Tây Ban Nha, tiếng Indonesia, tiếng Việt và tiếng Mã Lai (beta) với cùng URL là friendster.com. Thanh tùy chọn ngôn ngữ ở phía trên bên phải trang Web cho phép bạn chọn các ngôn ngữ tiếng Anh, tiếng Trung, Trung văn giản thể, tiếng Nhật, tiếng Hàn, tiếng Tây Ban Nha, tiếng Indonesia, tiếng Mã Lai, và tiếng Việt.